# Верхнеустькулойское сельское поселение
Верхнеустькулойское сельское поселе́ние или муниципа́льное образова́ние «Верхнеустькулойское»  — муниципальное образование  со статусом сельского поселения в Вельском муниципальном районе Архангельской области. 
Соответствует административно-территориальной единице в Вельском районе — Верхнеустькулойский сельсовет.
Административный центр — деревня Мелединская.

## География
Верхнеустькулойское сельское поселение располагается на юге Вельского района, к юго-востоку от города Вельск. Крупнейшие реки поселения — Кулой, Вага, Коленьга, Сивчуга.
Граничит:
- на севере с муниципальным образованием «Аргуновское» и с муниципальным образованием «Кулойское»
- на востоке с муниципальным образованием «Ракуло-Кокшеньгское»
- на юге с Верховажским районом Вологодской области
- на западе с муниципальным образованием «Низовское» и с муниципальным образованием «Усть-Вельское»

## История
Муниципальное образование было образовано в 2006 году.
Ранее территория поселения входила в состав Кулойско-Покровской волости. 
В 1780 году Кулойско-Покровская волость Вельской половины Важского уезда вошла в состав Вельского уезда.

## Население
| 2005 | 2010 | 2011 | 2012 | 2013 | 2014 | 2015 | 2016 | 2017 |
| ---- | ---- | ---- | ---- | ---- | ---- | ---- | ---- | ---- |
| 927  | ↘719 | ↘717 | ↘710 | ↘667 | ↘634 | ↘604 | ↘599 | ↘595 |
| 2018 | 2019 | 2020 | 2021 | 2023 |      |      |      |      |
| ↗609 | ↘606 | ↗613 | ↗750 | ↘719 |      |      |      |      |

## Населённые пункты
В состав муниципального образования «Верхнеустькулойское» входят 22 населённых пункта:
| №  | Населённый пункт    | Тип населённого пункта          | Население |
| -- | ------------------- | ------------------------------- | --------- |
| 1  | Алексеевская        | деревня                         | ↘23       |
| 2  | Буторинская         | деревня                         | ↗12       |
| 3  | Ворыгинская         | деревня                         | →23       |
| 4  | Лаптевская          | деревня                         | ↗11       |
| 5  | Лиходиевский Погост | деревня                         | ↘78       |
| 6  | Лысцевская          | деревня                         | ↘3        |
| 7  | Лыткинская          | деревня                         | ↗2        |
| 8  | Маковеево           | деревня                         | →3        |
| 9  | Матюшинская         | деревня                         | ↗6        |
| 10 | Мелединская         | деревня, административный центр | ↗341      |
| 11 | Михеевская          | деревня                         | ↘11       |
| 12 | Нестюковская        | деревня                         | ↗179      |
| 13 | Новолебяжье         | деревня                         | ↘20       |
| 14 | Окатовская          | деревня                         | →12       |
| 15 | Порядинская         | деревня                         | ↗12       |
| 16 | Прилук              | деревня                         | →5        |
| 17 | Раменье             | деревня                         | ↘15       |
| 18 | Савинская           | деревня                         | →0        |
| 19 | Стрелецкая          | деревня                         | →6        |
| 20 | Теплухинская        | деревня                         | ↗1        |
| 21 | Хребтовская         | деревня                         | ↗30       |
| 22 | Шестниковская       | деревня                         | ↗44       |